# Joseph Le Bayon
Pour les articles homonymes, voir Bayon.
L’abbé Joseph-Marie Le Bayon dit Job Er Glean (Pluvigner, Morbihan, 11 avril 1876 - Colpo, 26 septembre 1935) est un auteur dramatique breton.

## Biographie
Ardent défenseur de la langue bretonne, il monta enfant sa première troupe de théâtre en langue bretonne. Ordonné prêtre en 1900, il continua à faire vivre la langue bretonne au travers des pièces de théâtre religieuses en breton, avec en point d'orgue la construction d'une salle de théâtre à Auray pour jouer sa pièce Nikolazig. Ses pièces de théâtre soulevèrent un véritable enthousiasme, tant parmi les paysans que parmi les lettrés, parmi lesquelles, Nikolazig, Bazh Sant Gwenole, An Aotrou Keriolet, Ar C'hemener, An Hent Bethléem, Kado Roue ar Mor, Nolwenn
Il est aumonier volontaire pendant la première guerre mondiale.
Il se passionne pour le cyclisme et aide et conseille les jeunes coureurs bretons, notamment Marcel Jézo qu'il accompagne dans ses déplacements en Bretagne,.

## Œuvres
- Ar C'hemener, pezh-c'hoari farsus en un arvest, Scrignac, Feiz ha Breizh, 1939, (réédition : Daskor, 2014)
- Ar Hent en Hadour - Sur les pas du semeur, mistère évangélique en dix tableaux, Vannes, Lafolye, 1913
- Bazh Sant Gwenole, pezh-c'hoari farsus en ul lodenn, Lorient, Le Bayon-Roger, vers 1912
- Nikolazig, Brest, Emglev Sant Illtud, 1923
- Ar C'hornandoned, Rennes, Francis Simon, 1907
- Kado, roue ar mor, Vannes, Emile Mahéo, 1924
- Nolwenn, Lorient, Al. Cathrine, 1924
- War hent Bethleem, Vannes, Lafolye, 1912